# Paulinella
Paulinella es un género de protistas del filo Cercozoa que comprende unas diez especies de amebas de agua dulce. La mayoría son heterótrofos que se alimentan usando filopodos granulares que emergen de una abertura. Pero la especie más notable es la fotosintética P. chromatophora, que recientemente (evolutivamente hablando) ha adquirido cloroplastos mediante la endosimbiosis de una cianobacteria.
Es el único caso de endosimbiosis primaria conocida, aparte del que dio origen a Archaeplastida. Esto es sorprendente puesto que los cloroplastos de todos los demás eucariontes fotosintéticos conocidos derivan en última instancia de un único evento de endosimbiosis primaria de una cianobacteria que tuvo lugar probablemente hace más de mil millones de años. El resto de los protistas obtuvieron sus cloroplastos mediante endosimbiosis secundarias o terciarias. El simbionte de P. chromatophora está relacionado con las cianobacterias Prochlorococcus y Synechococcus, pues se le considera hermano del grupo formado por los miembros vivos de esos dos géneros. P. chromatophora está estrechamente relacionado con el heterótrofo P. ovalis.
Se calcula que la divergencia entre P. chromatophora y otras especies de Paulinella heterótrofas ocurrió hace entre 90 y 140 millones de años.